# فيلهلم بيرسون
فيلهلم بيرسون (4 يناير 1886 – 27 مايو 1955) هو سبّاح سويدي راحل، مثّل بلاده في الألعاب الأولمبية الصيفية 1908.

## روابط خارجية
فيلهلم بيرسون على موقع أوليمبيديا (الإنجليزية)
- فيلهلم بيرسون على موقع اللجنة الأولمبية السويدية (السويدية)